# Lovosice
Lovosice (německy Lobositz) jsou město v severních Čechách. Leží na levém břehu řeky Labe na severním konci Polabské nížiny a na jižním úpatí Českého středohoří. Lovosice patří do okresu Litoměřice v Ústeckém kraji, až do šedesátých let 20. století byly okresním městem. Dnes jsou městem s rozšířenou působností. Město má velmi dlouhou průmyslovou tradici, zejména v chemickém a potravinářském průmyslu. Během posledních let ve městě začaly působit nové zahraniční firmy z oblasti elektrotechnického a strojírenského průmyslu. Na území města žije přibližně 8 800 obyvatel.

## Geografie
Nejbližší horou je Lovoš, který tvoří přirozenou dominantu v panoramatu města. Z vrcholku Lovoše lze přehlédnout celé město a široké i blízké okolí s vrchy Českého středohoří v čele s největrnější horou Česka Milešovkou. Dalším významným vrchem v okolí je „Máchova hora“ Radobýl, nacházející se na protějším břehu řeky u města Litoměřice. Ty jsou odtud vzdáleny asi 5 km směrem na východ na opačném břehu Labe, Ústí nad Labem se nachází asi 22 km směrem severním, Praha je odtud vzdálena necelých 50 km směrem na jihojihovýchod. Celá zdejší oblast, zejména protější břeh Labe, je odedávna vinorodou oblastí, nacházejí se zde vinařské obce Žalhostice, Malé a Velké Žernoseky.
Lovosice se nachází nedaleko místa, které je odedávna známé jako Porta Bohemica. Blízko Lovosic je Oparenské údolí s mimořádně zachovalou přírodou a s romantickou zříceninou hradu Oparno, tímto údolím protéká Milešovský potok s průzračně čistou vodou. Město je díky své poloze podél břehu Labe protáhlé resp. dlouhé a úzké. Tento jejich tvar dal vzniknout známému českému úsloví „dlouhý jak Lovosice“. Bylo to způsobeno i logickým propojením s dnešními obcemi Lhotka nad Labem a Malé Žernoseky s celkovou délkou 5,3 km.

## Historie

### Pravěk

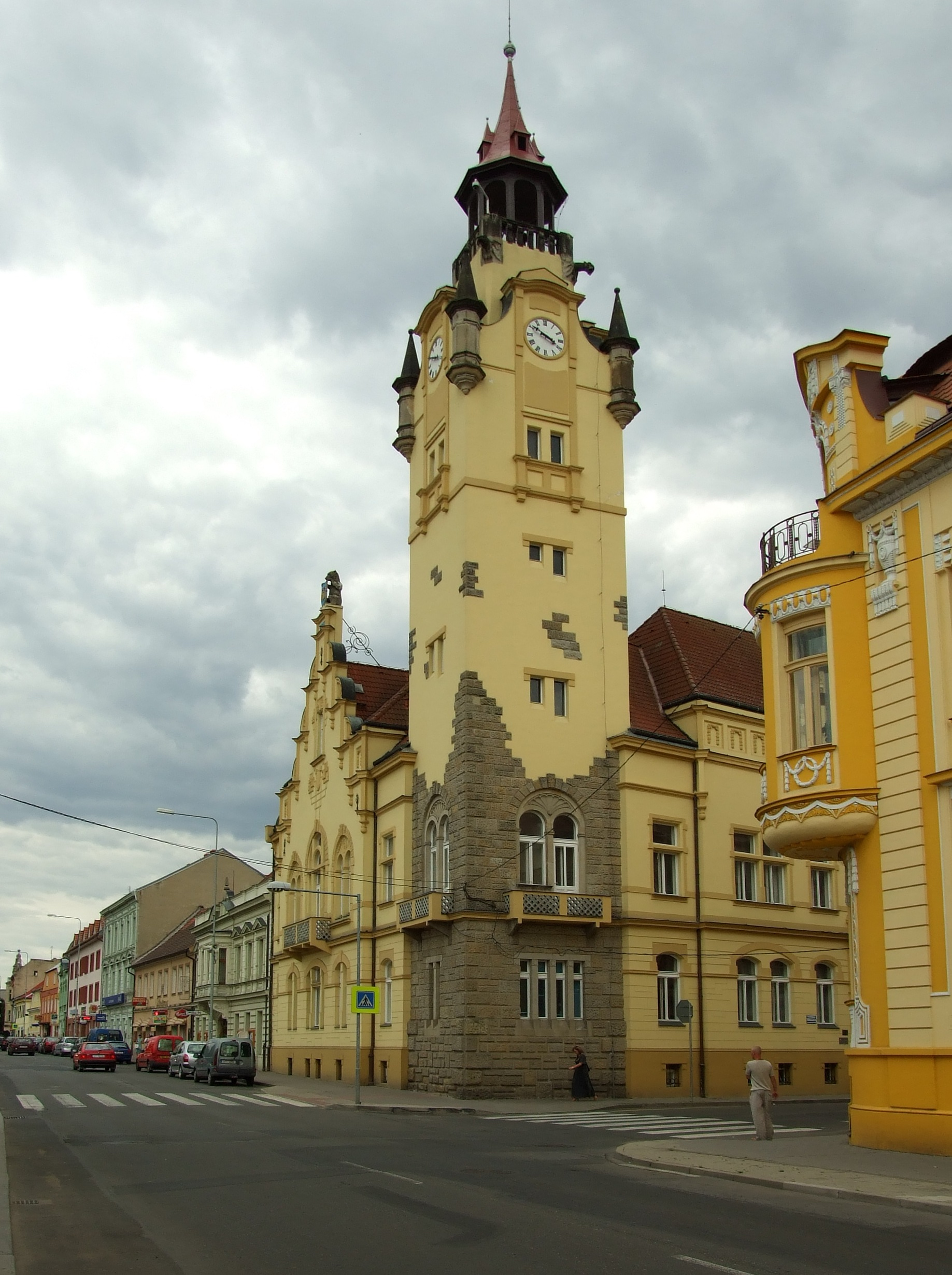
Bývalá secesní radnice

Oblast kolem Lovosic byla obydlena už od 6. tisíciletí př. n. l. a archeologické nálezy z několika neolitických sídlišť z dob kultur s lineární a vypíchanou keramikou ukazují, že byly od té doby osídleny nepřetržitě.
Mezi zdejšími nálezy z doby eneolitu (3800 př. n. l. – 2000 př. n. l.) je zastoupeno mnoho různých kultur: kultura s nálevkovitými poháry, kultura kulovitých amfor, řivnáčská kultura, kultura se šňůrovou keramikou a kultura se zvoncovitými poháry, což dokládá, že Lovosice byly významným dopravním uzlem.
Ani v době bronzové (2000–750 př. n. l.) se situace nezměnila, a v Lovosicích se tak nalezly stopy všech kultur českého pravěku: únětické, mohylové, knovízské a lužické. Zvláště z doby únětické kultury pochází bohaté nálezy, dokládající, že Lovosice byly v té době středem větší oblasti a důležitým obchodním bodem. Nalezeno bylo například 40 bronzových hřiven. Stejně bohaté nálezy pochází i z období kultury knovízské. Ty dokazují, že Lovosice stály na kulturní hranici, protože na druhém břehu Labe sídlila kultura lužická.
Ve starší době železné za dob bylanské kultury bylo tohle místo i nadále významným centrem. Z této doby se zde nalezly bohaté knížecí hroby. V mladší době železné, za dob laténské kultury se v této oblasti objevují Keltové, kteří ji hustě osídlili. Na přelomu 3. a 2. století př. n. l. se na území dnešního města zřejmě nacházelo několik osad, které se posléze spojily. Nové centrum vzniklo u původního ústí Modly do Labe. Archeologický výzkum ukázal, že centrum se uspořádáním blížilo keltským oppidům.
V 1. století př. n. l. Lovosice osídlil germánský kmen Markomanů. Ačkoli Lovosice už nebyly takovým centrem jako za Keltů, přesto bylo zdejší osídlení husté. Z této doby zde nalezena keramika a šperky z Podunají, a tedy z Římské říše.
I z doby archeologicky chudého období stěhování národů (5. a první polovina 6. století) se nalezly hroby. První známkou příchodu Slovanů jsou nevzhledné hrnce takzvaného pražského typu, opět z míst původního keltského sídliště.

### Středověk
Po příchodu Slovanů zde bylo velké opevněné tržiště s obchodním přístavem. Lovosice jsou proto také jedním z míst, o nichž se diskutovalo, zda zde nestál Canburg, hledané raně středověké hradiště, které se nepovedlo dobýt vojsku Karla Velikého. Bohatství zdejšího sídliště pramenilo z obchodu s obilím, které se zde směňovalo za sůl ze Saska. Nalezena byla i zrnka fíků a vinné révy. Jde o nejstarší nálezy tohoto druhu v Čechách.
Úpadek sídla v 10. a 11. století byl způsoben rozmachem blízkých Litoměřic, podporovaných Přemyslovci. Centrum vsi se v této době posouvá z původního místa u ústí Modly asi o 1 km jihovýchodně do prostoru kostela svatého Václava a původní centrum je na dlouho opuštěno.
První zmínka o Lovosicích pochází z 12. dubna 1143, kdy kníže Vladislav II. daroval upadající Lovosice Strahovskému klášteru. Ze zápisů z 13. století víme, že patřily Lichtenburkům. Pak je držel či spravoval jistý Drážek z Lovosic (1237). Jindřich ze Žitavy je roku 1248 dědičně pronajal litoměřickému měšťanu Hartvikovi. Z listiny vyplývá, že zde žili i bezzemci, kteří platili daně v soli. Lovosice tedy měly městský charakter. V srpnu roku 1251 prodal Smil z Lichtenburka polovinu vsi míšeňskému cisterciáckému klášteru Altzella za 900 hřiven stříbra. V roce 1272 byl témuž klášteru odprodán zbytek Lovosic za dalších 500 hřiven. Jejich vysoká cena opět ukazuje na to, že Lovosice nebyly pouhou vsí.
Roku 1415 řádu panství zabral král Václav IV. a zastavil je Vlaškovi z Kladna. Roku 1507 byl majitelem Albrecht z Kolovrat a roku 1511 Šlejnicové. Pravděpodobně Jiří Šlejnic dal na místě bývalé tvrze postavit mezi lety 1545 až 1574 renesanční zámek. Roku 1574 tehdy zcela české Lovosice získal Jan z Valdštejna († 1576), který je chtěl ihned nechat povýšit na město, ale neuspěl. Při požáru roku 1583 zde shořelo 13 dvorů a chalup a pět krámů. Povýšení dosáhl až jeho syn Adam, který využil svého postavení na císařském dvoře. Dne 22. června 1600 podal žádost a ta byla vyřízena 4. července. Město mělo asi sto domů a 500 až 700 obyvatel. Podobně velká byla jiná města v okolí (Budyně nad Ohří, Libochovice a Třebenice).

### Novověk

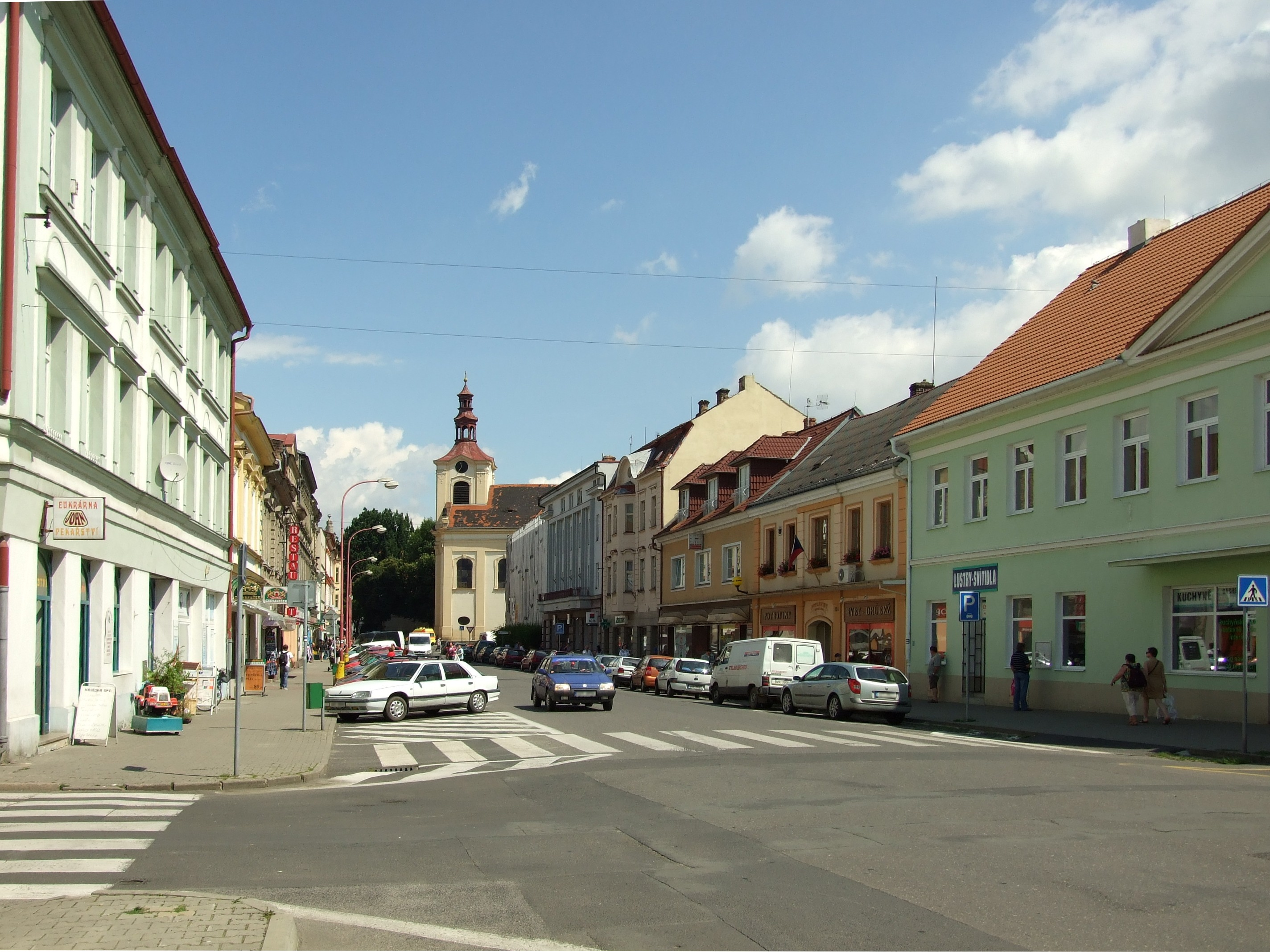
Pohled ulicí 8. května ke kostelu sv. Václava

Po Bílé hoře se původně české město začalo poněmčovat. Roku 1745 byl dokončen kostel sv. Václava. Důležitým rokem v dějinách Lovosic byl rok 1756, kdy byla u Lovosic svedena první bitva sedmileté války mezi Pruskem a Rakouskem. Bitvu připomíná kaplička v sousedství hřbitova. O deset let později navštívil bojiště Josef II., na jehož počest byl v Lovosicích postaven pomník.
Roku 1783 získal lovosické panství kníže Jan Nepomuk I. ze Schwarzenbergu. Schwarzenbergové drželi místní velkostatek až do roku 1940, kdy byl veškerý majetek JUDr. Adolfa Schwarzenberga zabaven nacistickou okupační správou. V lednu a únoru roku 1809 celé město včetně zámku shořelo, ale bylo záhy zásluhou Jana Schwarzenberga obnoveno. Zámek byl barokně přestavěn a začal sloužit jako archiv a kanceláře. V letech 1817–1821 byla vystavěna nová silnice z Terezína do Teplic. Roku 1844 zde začal pracovat parní mlýn. Roku 1845 Lovosice postihla velká povodeň, při níž bylo 12 domů zcela zbořeno a 58 silně poškozeno. Od roku 1849 sídlil v Lovosicích okresní soud. V roce 1850 byla do Lovosic z Prahy přivedena železnice a město se také stalo svobodným. O rok později začal vlak jezdit i do Drážďan. Roku 1854 zde Augustin Tschinkel založil továrnu na cikorku. Schwarzenbergové založili cukrovar a pivovar. V roce 1904 byla nedaleko nádraží otevřena pobočka Mlékárny bratří Pfundů, kde se vyrábělo kondenzované mléko a mléčný prášek.
S rozvojem průmyslu a dopravy došlo i k nárůstu počtu obyvatel. V roce 1850 zde žilo 1396 lidí, o třicet let později již 4223. V roce 1910 zde pak bydlelo 5076 osob. Opět se začal zvětšovat poměr českého obyvatelstva, z původních 12 % v roce 1880 až na 33 % v roce 1930. Na přelomu 19. a 20. století byly Lovosice spojeny železnicí s Louny, Mostem, Teplicemi a Českou Lípou. V roce 1900 zde vyrostla první chemická továrna, která vyráběla mazadla a další chemické látky.
Po mnichovské dohodě Lovosice připadly do Sudet a byly připojeny k Hitlerově Velkoněmecké říši. Zůstalo v nich žít celkem 4400 osob, z nichž pouhých 600 bylo Čechů. Do města se začali stěhovat Němci z východní Evropy. Při sčítání lidu v roce 1939 zde žilo 5151 lidí a o čtyři roky později 6245, což bylo více než před válkou.
Po druhé světové válce proběhlo vysídlení německého obyvatelstva a do města se vrátili uprchnuvší Češi a stejně jako ve zbytku Sudet se do Lovosic přistěhovali noví lidé z Československa a východní Evropy. Výstavbou překladiště uhlí na Labi (pro elektrárny – hlavně Chvaletice) zanikla obec Prosmyky, jejíž katastrální území připadlo Lovosicím. Město se rychle rozvíjelo a stalo se průmyslovým a dopravní centrem. V roce 1950 žilo v Lovosicích 5233 lidí, v roce 1984 již 11 270. V roce 1999 měly Lovosice 9521 obyvatel, k 1. lednu 2012 zde žilo 8984 obyvatel.

## Obyvatelstvo
|           | 1869  | 1880  | 1890  | 1900  | 1910  | 1921  | 1930  | 1950  | 1961  | 1970  | 1980   | 1991  | 2001  | 2011  | 2021  |
| --------- | ----- | ----- | ----- | ----- | ----- | ----- | ----- | ----- | ----- | ----- | ------ | ----- | ----- | ----- | ----- |
| Obyvatelé | 3 141 | 4 273 | 4 269 | 4 583 | 5 076 | 5 088 | 5 929 | 5 233 | 7 678 | 9 349 | 10 443 | 9 706 | 9 310 | 8 614 | 8 715 |
| Domy      | 270   | 350   | 372   | 398   | 416   | 441   | 680   | 808   | 767   | 589   | 756    | 814   | 841   | 913   | 966   |

### Židovská komunita

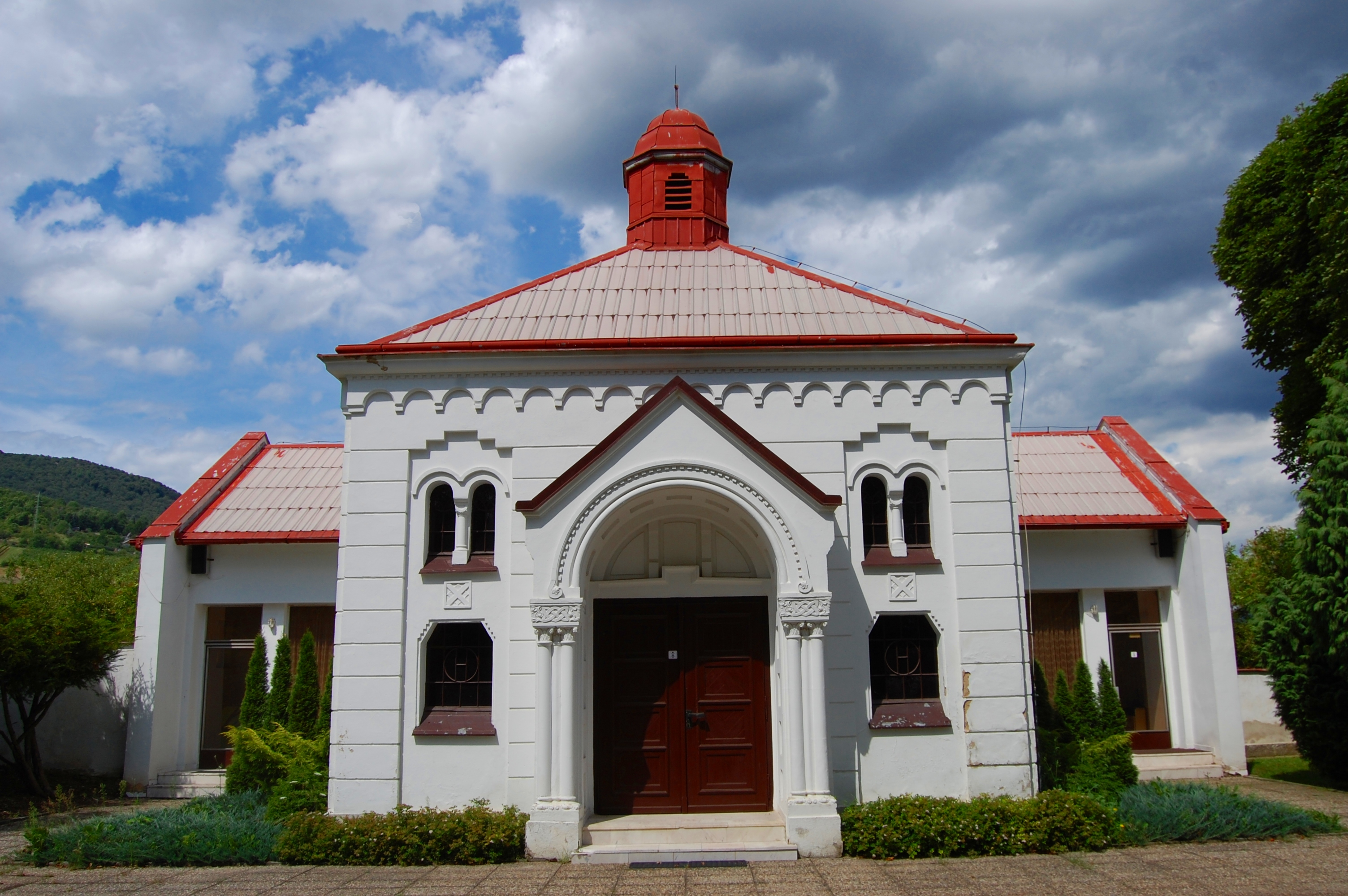
Novorománská židovská obřadní síň na židovském hřbitově prošla přestavbou a dnes slouží potřebám komunálního hřbitova.

Počátek židovského osídlení Lovosic se datuje k počátku 17. století a v témže století také vzniklo židovské ghetto (severozápadně od zámku) a stará synagoga. Tu v roce 1762 nahradila novější synagoga ve východní části ghetta v dnešní Přívozní ulici. Počátkem 19. století tvořilo ghetto sedmnáct domů. Nejvyššího počtu dosáhlo židovské obyvatelstvo na přelomu 19. a 20. století, kdy zde v roce 1900 žilo 286 židů. Jejich počet pomalu klesal (v roce 1930 celkem 201) a existence místní židovské obce ukončila druhá světová válka. Během té byla zbořena stará synagoga, zatímco nová byla zbořena až po válce. V Lovosicích existovaly postupně dva židovské hřbitovy. Starý židovský hřbitov z 16. století se nacházel mezi ulicemi Vodní a Dlouhá a v roce 1956 byl zcela zničen a na jeho místě bylo postaveno panelové sídliště. Nový židovský hřbitov z let 1871 až 1872 je součástí komunálního hřbitova v Teplické ulici. Byl poškozen během války a v 80. letech zmenšen, v důsledku čehož se dochovalo pouze pět náhrobků. Součástí je novorománská obřadní síň.

## Doprava
Díky své strategické poloze jsou Lovosice dopravním uzlem. Kromě nákladního říčního přístavu na Labi má město i spojení s Prahou a Německem po dálnici D8. Městem vede železniční koridor Praha–Děčín, na kterém se nachází stanice Lovosice. V Lovosicích se také sbíhá několik vedlejších železničních tratí směrem od České Lípy (Lovosice – Česká Lípa), Teplic (Lovosice – Teplice v Čechách), Loun (Lovosice–Postoloprty) a Mostu (Čížkovice–Obrnice). Z tohoto důvodu jsou také rychlíkovou železniční stanicí a nachází se tu kontejnerový terminál a seřazovací nádraží.

## Pamětihodnosti
- Kostel svatého Václava
- Lovosický zámek na Václavském náměstí
- Pomník –  památník, připomínající návštěvu císaře Josefa II. v roce 1766
- Kostel Církve československé husitské na křižovatce ulic Krátká a K. Maličkého
- Kaple svatého Františka v Prosmykách
- Kaplička Panny Marie Einsiedelnské na paměť bitvy u Lovosic r. 1756

## Osobnosti
- Gustav Ludwig Schröpler (12. dubna 1830 – 24. září 1901 v Ingolstatdtu), umělecký malíř
- JUDr. Karl Ritter von Czyhlarz (17. srpna 1833 – 22. července 1914 Vídeň), profesor práva v Praze (děkan i rektor) a Vídni; roku 1878 propůjčen Franz-Josefem I. rytířský titul
- Alfons Dopsch (14. června 1868 – 1. září 1953), profesor a od 1920 rektor vídeňské univerzity
- Artuš Rektorys (* 20. ledna 1877), ředitel Pražské úvěrové banky (mecenáš Leoše Janáčka)
- Antonín Barák (2. dubna 1917 – 15. srpna 1999), pedagog a malíř Českého středohoří, čestný občan města
- Antonín Kratochvíl (* 1947 Lovosice), fotograf žijící v USA; čestný občan města
- Jiří Novosad (18. dubna 1949 Ústí nad Labem – 29. září 2006 Lovosice), akademický malíř
- Martin Pouva (5. prosince 1963 Litoměřice), moderátor a novinář
- Václav Černohorský (4. května 1981 Lovosice), novinář, zahraniční zpravodaj České televize

## Partnerská města
- Coswig, Německo